# Museo de Prehistoria y Arqueología de Cantabria

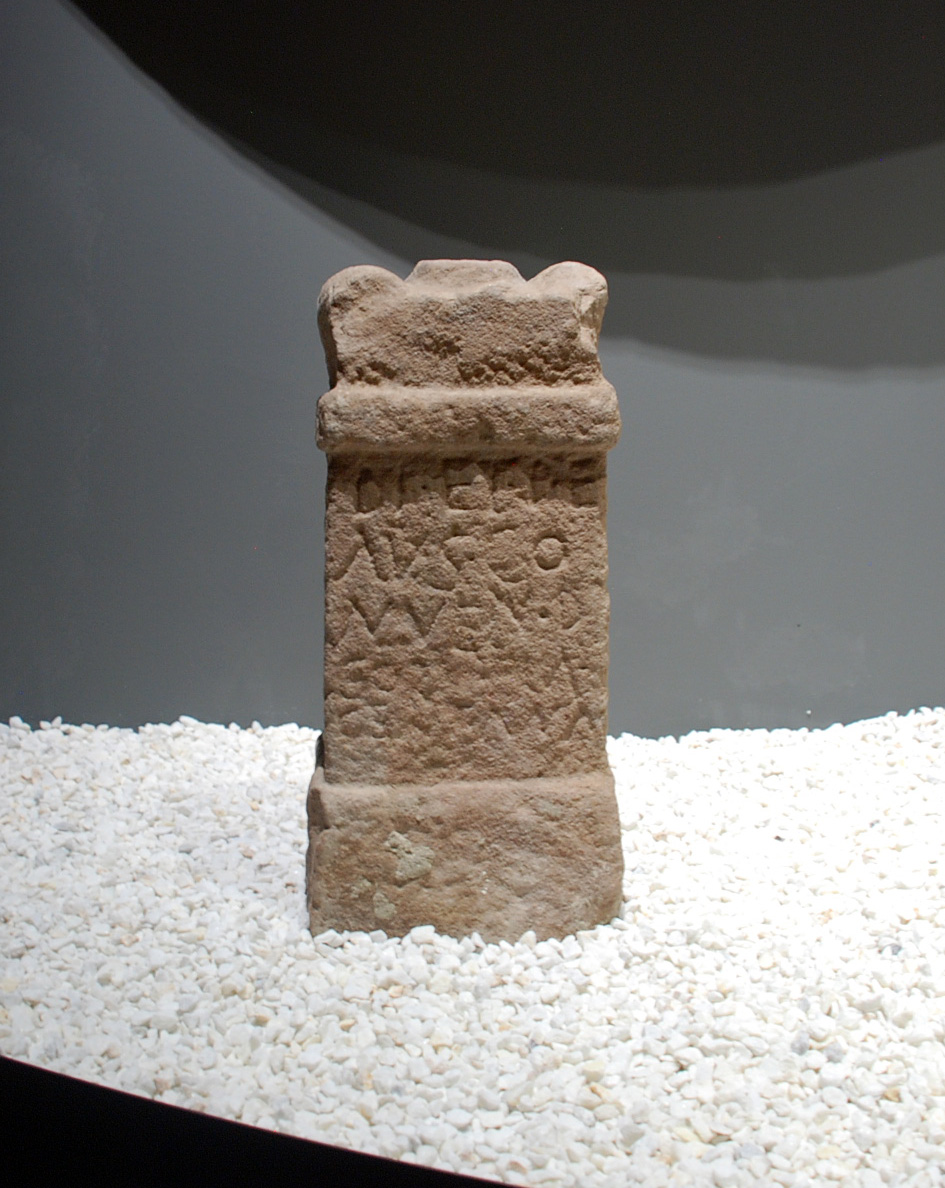
Ara dedicada por Flavia Genciana proveniente de Olea (Valdeolea, Cantabria)

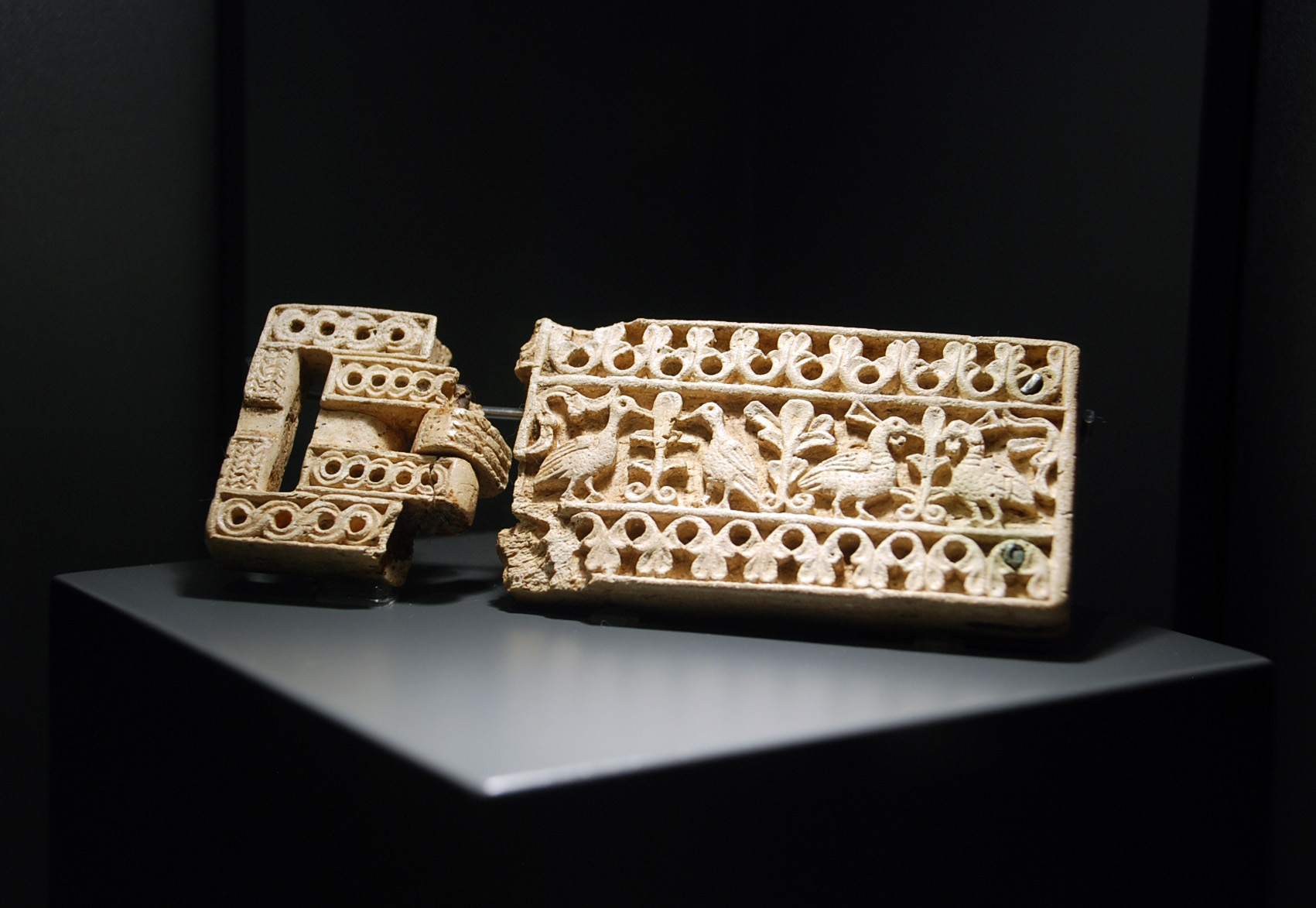
Broche de hueso tallado procedente de Santa María de Hito (Valderredible, Cantabria)

El Museo de Prehistoria y Arqueología de Cantabria (Mupac) es un museo especializado en arqueología prehistórica y que también posee colecciones del mundo antiguo y medieval. Está localizado en la ciudad de Santander, en Cantabria (España).

## El museo
El museo fue creado en 1926 por la Diputación Provincial de Santander, que encargó su dirección y desarrollo a Jesús Carballo García. A su inauguración asistió Alfonso XIII. Tuvo su primera sede en el edificio del Instituto de Santander, actual Instituto Santa Clara, pasando en 1941 a los bajos del Palacio de la Diputación Provincial, donde ha permanecido hasta hace pocos años. 
Este centro, de gran importancia internacional para el estudio y la contemplación de la prehistoria, fue reformado y redefinido profundamente a comienzos del siglo XXI, mostrando desde diciembre de 2001 salas que mezclan viejas colecciones con los materiales encontrados en las excavaciones más recientes. En él han colaborado tanto empresas nacionales, entre las que se encuentra Caja Cantabria, como internacionales, destacando la nipona Texnai.
En su momento el proyecto de construcción de la nueva sede del Gobierno de Cantabria, en el solar donde se encontraba el museo y la anterior sede, obligó al traslado del museo a los bajos del reconvertido Mercado del Este a la espera de su definitiva ubicación. Han sido varias las sedes que se plantearon para este museo. En un primer momento, el futuro Museo de Cantabria estuvo proyectado construirse en la vaguada de Las Llamas de Santander y posteriormente se planteó acondicionar la antigua sede del Banco de España en la capital cántabra. Finalmente, en el año 2014, se anunció que el MUPAC ocuparía todo el Mercado del Este, para lo que sería necesario conseguir un acuerdo con todos los locales comerciales situados en la primera planta y reacondicionar el edificio para los futuros espacios expositivos. En agosto de 2016, se confirmó que se construiría un nuevo edificio en el aparcamiento del Palacio de Festivales junto a Gamazo, donde estaban las naves de los Astilleros del Atlántico.
Los directores de su etapa de estabilidad han sido el mencionado Jesús Carballo y Miguel Ángel García Guinea.

## Fondo
El punto fuerte del Museo de Prehistoria y Arqueología de Cantabria es su colección de arte mueble del Paleolítico Superior, una de las más ricas del mundo. Sin embargo, no son las únicas piezas presentes en él. Los restos más antiguos del museo proceden de la Cueva de El Castillo, con más de 100.000 años de antigüedad. Además, están presentes herramientas del Musteriense de entre 100.000 y 40.000 años, así como todo tipo de piezas de los periodos Epipaleolítico, del Calcolítico o de la Edad del Bronce. Como es lógico, la historia de Cantabria tiene especial importancia, destacando todo tipo de objetos del pueblo cántabro, incluidas diversas estelas cántabras discoideas gigantes, como la de estela de Zurita.
Si bien la institución está especializada en arqueología prehistórica, dispone de restos arqueológicos procedentes también de etapas históricas como la Edad Antigua o la Edad Media.